# Europa delle cento bandiere
L'Europa delle 100 bandiere è una teoria politica sviluppata dall'indipendentista e nazionalista bretone Yann Fouéré nel suo libro del 1968, L'Europe aux Cent Drapeaux.

## Storia
L'idea di scomporre l'Europa in piccole regioni autogestite fu introdotta dal conte Helmuth James Moltke, uno dei membri del Circolo Kreisau, un gruppo clandestino che si opponeva ad Adolf Hitler e al regime nazista, come possibile sistema politico post-nazista per il continente.
L'idea del tramonto degli stati nazionali, soppiantati dalle regioni fuori sostenuta nell'immediato dopoguerra anche da Denis de Rougemont e Leopold Kohr, che nel 1970 scrisse anche un saggio sulla Bretagna, con introduzione di Fouéré.  
Nel 1951, all'interno del Consiglio d'Europa, fu fondato il Consiglio dei Comuni e delle Regioni d'Europa, per promuovere il principio di sussidiarietà.  
Yann Fouéré militò come indipendentista bretone fin dagli anni '40. Dal 1941 al 1942 fondò e diresse il giornale filo-autonomista La Bretagne, e, dal 1942 rilevò anche il giornale La Dépêche de Brest. 
Espresse per la prima volta la sua nuova teoria politica nel 1956, nella brochure "De la Bretagne à la France et à l’Europe” e successivamente la formalizzò nel 1968 nel libro in lingua francese L'Europe aux Cent Drapeaux, dal quale prese il nome.
Nel 1980 fu pubblicata la prima traduzione in lingua inglese, intitolata Towards a Federal Europe: Nations Or States?.
Il libro fu ripubblicato, sempre in francese, da Presses d'Europe nel 1976, con prefazione di Alexandre Marc, da Chadenn Celtics nel 2004, dalla Fondazione Yann Fouéré nel 2011 e dall'Institut de Documentation Bretonne et Européenne nel 2023 con introduzione di Erwan Fouéré. 

## Teoria
Questa teoria propone la revisione dei confini europei su base etnica, con la creazione di stati per popoli che storicamente hanno manifestato tale aspirazione, quali ad esempio baschi, bretoni e fiamminghi, superando gli attuali stati-nazione, derivati dalla visione nazionalista del XIX secolo, per arrivare al regionalismo e al federalismo europeo.  
I nuovi stati, sarebbero costituiti dalle etnoregioni storiche e sarebbero incorporati in un'entità federale europea in un "quadro post-liberale paneuropeo".
Il continente quindi "verrebbe diviso per unire" diventando "decentralizzato verso l'interno e federato verso l'esterno". 
In questo modo, i popoli minoritari vedrebbero garantito il loro diritto all'autodeterminazione, ma all'interno di una più vasta federazione.  
Fouéré riteneva che l'unità europea, da lui definita “Terza Europa” non sarà mai realmente attuata senza il superamento degli stati nazionali e la loro divisione in "unità regionali" più piccole, libere e con uguali diritti, ma indissolubilmente unite attraverso il legame federale, in quanto un eventuale "superstato continentale" al posto degli attuali stati nazionali, o composto da essi, sarebbe incline all'abuso di potere.

## Inquadramento politico
L'inquadramento politico di questa teoria non è facilmente identificabile ed è oggetto di discussione.
Lo stesso Yann Fouéré, accusato di collaborazionismo con i nazisti durante la guerra e poi prosciolto dalle accuse, fondò il partito Mouvement pour l'organisation de la Bretagne che, sebbene generalmente classificato come di destra, si definiva apolitico, ritenendo i concetti di destra e sinistra "troppo francesi". Sostenne inoltre il partito Strollad ar Vro, orientato inizialmente a destra e poi a sinistra, e fu presidente onorario del Parti pour l'organisation d'une Bretagne libre, di centro-destra.
Tuttavia, nonostante l'Europa delle cento bandiere si opponga al nazionalismo tipico della destra, questa ideologia è stata adottata anche da alcuni movimenti di estrema destra, che aderiscono alle ideologie dell'identitarismo e della Nuova Destra. In questa accezione, è stato descritto da alcuni osservatori come "multiculturalismo di destra", basato sull'esclusione, sull'omogeneità, e sull'etno-regionalismo, e come una riformulazione dell'ultranazionalismo proprio del fascismo sottoforma di "ultraregionalismo".
Il politologo Alberto Spektorowski ritiene che i movimenti di destra radicale che appoggiano questa teoria se ne vorrebbero servire per riconoscere pubblicamente "i diversi" impedendo loro di integrarsi o ottenere rappresentanza politica. 
L'Oxford Handbook of the Radical Right lo definisce una piccola eccezione alla preferenza della destra radicale per il nazionalismo etnico. 
Infine, secondo il Dictionary of Irish Biography, Fouéré fu influenzato dalla visione politica dell'anarchico mutualista Pierre-Joseph Proudhon.

## Attualità
L'idea di Fouéré ha trovato una parziale applicazione nel concetto di Europa delle Regioni, sviluppata negli anni '80 nell'Unione Europea, che ha portato all'apertura di un canale politico diretto tra Unione e regioni, con la creazione del Comitato europeo delle regioni.  
Negli anni '90 fu anche discussa la possibilità di creare una sorta di "camera" del parlamento europeo composta dai rappresentanti delle regioni, ma l'idea non ebbe seguito.   
Un altro organismo di collaborazione tra enti locali, non collegato all'Unione Europea, che si è sviluppato negli anni '80 per promuovere il principio di sussidiarietà in Europa è l'Assemblea delle Regioni d'Europa.    
La riforma costituzionale francese del 2003 ha aperto la strada per un modello regionalista anche in quel paese, tradizionalmente molto centralista.    